# Hockey sur glace aux Jeux olympiques
Le hockey sur glace fait sa première apparition aux Jeux olympiques  pour les hommes en 1920 à l'occasion des Jeux olympiques d'été d'Anvers, et en 1998 pour les femmes. Il s'agit d'un événement international important au même titre que les championnats du monde. Entre 1920 et 1968, les éditions des jeux ont d'ailleurs compté comme classement pour le championnat du monde. Le tournoi masculin est composé de douze nations tandis que le tournoi féminin n'en contient que huit.

## Historique

### La domination canadienne
Alors que le hockey sur glace fait son apparition aux Jeux de 1920, le jeu cousin, le hockey sur gazon existe depuis 1908. Les jeux d'Anvers voient donc l'évolution de plusieurs sports d'été mais également du hockey sur glace. 1920 est également la première édition des Jeux où le Serment olympique est prononcé par un athlète. Victor Boin est le premier athlète à prononcer le Serment ; il s'agit d'un sportif belge participant aux épreuves d'escrime après avoir participé aux épreuves de water-polo en 1908 et de 1912,. Outre ses qualités de sportif, Boin est le créateur du premier club de hockey sur glace en Belgique en décembre 1903 : la Fédération des Patineurs de Belgique.
La Ligue Internationale de hockey sur glace, admet deux nations nord-américaines — le Canada et les États-Unis — en revanche, les perdants de la Première Guerre mondiale, l'Allemagne et l'Autriche, sont exclus d'une participation olympique. Ce fut l’unique édition où les équipes comptèrent sept joueurs, au lieu des six actuels.
Pour la première édition du tournoi, sept équipes participent et il est décidé de distribuer les médailles selon le « système Bergvall », formule un peu compliquée. Ainsi, un premier tour est réalisé avec les sept équipes. Une de ces sept équipes est tirée au sort et exemptée du premier tour. Les vainqueurs se rencontrent puis une finale est organisée à l'issue de laquelle, la médaille d'or est donnée à la meilleure équipe. Par la suite, les trois équipes éliminées par l'équipe championne participent à une seconde phase avec une équipe exemptée de premier tour. L'équipe qui sort victorieuse de ce second tour reçoit la médaille d'argent. Finalement, les trois équipes éliminées par les deux équipes médaillées se rencontrent dans une troisième phase afin d'attribuer la médaille de bronze. Cette première édition est remportée par l'équipe du Canada qui est en fait l'équipe des Falcons de Winnipeg détentrice de la Coupe Allan.
Les Jeux olympiques d'hiver ne voient le jour qu'en 1924 à Chamonix le hockey et les  épreuves de patinage artistique intègrent donc les jeux d'hiver alors que ces deux équipes avaient déjà eu lieu lors des éditions des jeux d'été — le patinage artistique a été fait lors Jeux olympiques d'été de 1908 à Londres. Encore une fois, l'épreuve, à laquelle participent huit nations, est remportée par l'équipe du Canada. Lors des neuf premières éditions des jeux, le Canada est représenté par une équipe amateur complète et non pas une sélection de joueurs comme les autres équipes. Lors de ces neuf éditions, les Canadiens vont systématiquement monter sur le podium final avec six médailles d'or, deux d'argent et une de bronze en 1956.

### La domination soviétique
L’URSS présente pour la première fois une sélection pour affronter l’Allemagne de l’Est en avril 1951 et dès ce premier match, les soviétiques marquent les esprits en battant les joueurs allemands chez eux, à Berlin, sur le score de 23 buts à 2. L’URSS intègre en 1952 la Fédération internationale de hockey sur glace puis participe à ses premiers Jeux olympiques en 1956 et ils raflent alors la médaille d'or. L'équipe va dépasser tout le monde en inscrivant en sept rencontres 40 buts et n'en concédant que 9. Vsevolod Bobrov, joueur réchappé du crash du VVS Moscou en 1950, fait partie de l'équipe championne olympique.
Après le Canada, c'est donc au tour des Soviétiques de dominer les jeux pendant près de quarante ans avec, entre 1956 et 1992, toujours un pied sur le podium, huit médailles d'or, une d'argent et une de bronze. Pendant ces quarante ans, la Tchécoslovaquie est assez régulièrement présente sur le podium. Pour essayer de contrer les Soviétiques, le sélectionneur canadien va essayer de changer son approche : au lieu d'envoyer les champions amateurs, c'est une sélection de joueurs qui rejoint l'édition de 1964. Ces joueurs sont tous amateurs et certains sont même universitaires. Malgré un match URSS-Canada disputé, c'est encore une fois les Soviétiques qui remportent la médaille d'or.
Le tournoi de 1968 est joué en France à Grenoble et lors de cette édition, la France va découvrir le hockey sur glace au niveau international par l'intermédiaire des commentaires de Léon Zitrone. Ce tournoi est alors la source de créations de nombreuses patinoires en France. Il s'agit également du dernier tournoi olympique servant à déterminer le classement du championnat du monde : en 1972 et 1976, un championnat du monde est organisé en même temps que les jeux — les deux championnats du monde sont remportés par les Tchécoslovaques et les deux tournois olympiques par les Soviétiques. Lors de ce tournoi de 1972 qui se joue au Japon, seulement six équipes vont participer à la conquête de la médaille d'or : l'Allemagne de l'est, la Roumanie et la France se retirent de la compétition pour des raisons financières. Au niveau français, l'excuse officielle avancée est la non-compétitivité de l'équipe au niveau mondial — finalement cet argument est utilisé à deux reprises par les autorités françaises et la progression du hockey en France en est d'autant plus freiné.

### Le «Miracle sur glace»

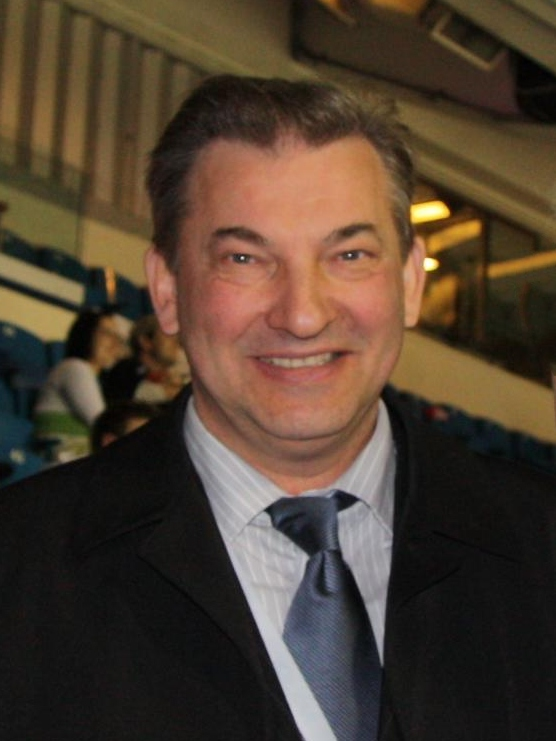
Vladislav Tretiak, gardien de but soviétique.

Lors des XIIIe Jeux olympiques d'hiver, le tournoi de hockey va voir l'improbable victoire des États-Unis sur les Soviétiques lors des demi-finales. Ce match est par la suite désigné par le terme de « Miracle sur glace ».
Tous les pronostics plaidaient en la faveur de l’équipe soviétique à la conquête d’un cinquième titre olympique consécutif : l’entraîneur Viktor Tikhonov dirigeait des joueurs de légende tels Boris Mikhaïlov, Aleksandr Maltsev, Vladimir Petrov, Valeri Kharlamov et le gardien Vladislav Tretiak, sans oublier les jeunes talents Viatcheslav Fetissov et Sergueï Makarov. 
L’équipe soviétique s’appuyait sur des joueurs expérimentés au contraire de l’équipe américaine formée des meilleurs joueurs universitaires, donc jeunes et inexpérimentés ; l’entraîneur Herb Brooks choisissant des amateurs en lieu et place des joueurs professionnels de la Ligue nationale de hockey. Une semaine avant le début du tournoi, un match préparatoire fut organisé au Madison Square Garden de New York, le score fut sans appel et les États-Unis reçurent une véritable correction par les Soviétiques, s’inclinant 10 à 3.
Dans une patinoire acquise à la cause des Américains, rapidement Kroutov détourne un tir d'Alekseï Kassatonov, hors de portée du gardien américain Jim Craig pour le premier but soviétique. Les Américains parviennent à revenir au score par l’intermédiaire de Buzz Schneider mais les Soviétiques reprennent l’avance par Makarov. À une seconde de la fin de la première période sur un tir lointain de Christian, mal dégagé par Tretiak, Johnson parvient à égaliser.
Au début de la deuxième période, l’entraîneur russe Tikhonov prend la décision de remplacer Tretiak par Vladimir Mychkine et Maltsev redonne l’avantage à l’URSS, tandis que Craig continue à arrêter toutes les offensives soviétiques. Les jeunes Américains réussissent une nouvelle fois à revenir au score par l’intermédiaire de Johnson en début de la troisième période. À dix minutes de la fin du match, Pavelich passe à Mike Eruzione, le capitaine américain, qui trompe la vigilance du gardien soviétique pour donner l’avantage aux Américains pour la première fois du match. Deux jours plus tard, les États-Unis ont réussi à battre la Finlande 4 à 2 pour remporter leur seconde médaille d'or olympique de leur histoire,.
À l'occasion de son centenaire, la Fédération internationale de hockey va sacrer le « Miracle sur glace » comme l'événement numéro un de son histoire.

### L'époque contemporaine

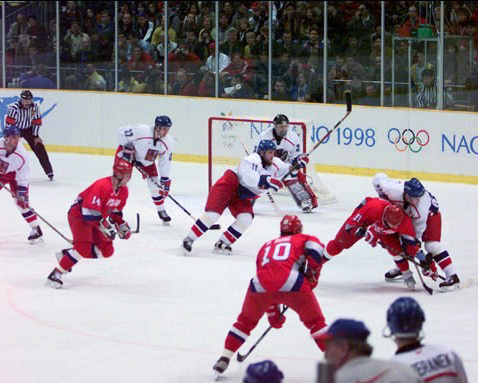
Finale de 1998 entre les Tchèques et les Russes.

Lors des jeux de 1980, une nouvelle équipe commence à faire parler d'elle : la Suède. L'équipe va remporter en 1980, et lors des deux éditions suivantes, la médaille de bronze. La Fédération internationale décide également en 1980 de supprimer le championnat du monde lorsque les Jeux se déroulent en même temps.
1988 va être la dernière édition — et la dernière médaille d'or — à laquelle vont participer les Soviétiques avant la chute de l'URSS et la mise en place de la Communauté des États indépendants, CEI qui remporte tout de même l'édition 1992. 
Le tournoi de 1998 va être un tournoi de changement : pour la première fois, le hockey féminin prend part aux Jeux olympiques d'hiver avec la victoire des Américaines emmenées par Cammi Granato. C'est également la première fois que le Comité olympique décide d'autoriser le renfort des joueurs d'une des meilleures ligues au monde : la Ligue nationale de hockey. Finalement, ce sont les Tchèques qui vont remporter la médaille d'or portés par Jaromír Jágr en attaque et Dominik Hašek impérial dans ses buts.

## Règles de compétitions

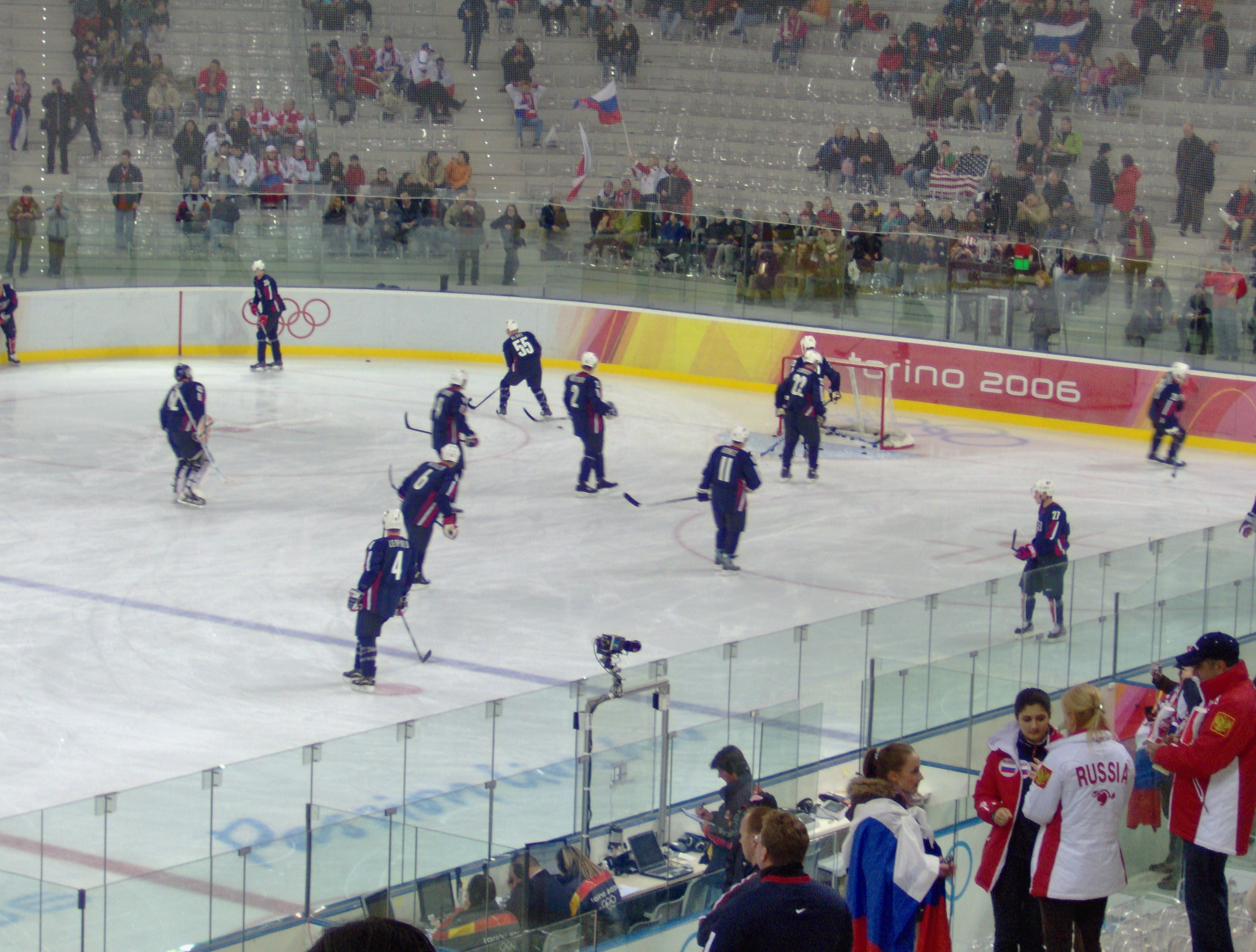
Échauffement des États-Unis aux Jeux de Turin, en 2006.

Les règles sont les mêmes que les règles classiques de hockey sur glace et sont les mêmes pour le tournoi féminin et masculin. Les règles de la Fédération internationale de hockey sur glace sont utilisées et non pas celles de la Ligue nationale de hockey. Les règles principales sont les suivantes :
- Pas plus de six joueurs d'une même équipe sur la glace,
- la partie est composée de trois tiers temps de 20 minutes, avec deux pauses de 15 minutes, les équipes changent de côté à chaque tiers temps. Si les deux équipes sont toujours à égalité, une prolongation de 5 minutes avec arrêt au premier but marqué a lieu, et s'il y a toujours égalité une série de tirs au but détermine le vainqueur (sauf pour les matchs à élimination directe où la prolongation peut aller jusqu'à 20 minutes avec arrêt au premier but marqué). La prolongation pour le match de la médaille d'or est de 20 minutes au lieu des cinq minutes classiques.

## Événements
• = Épreuves officielles
| Épreuve | 1920 | 1924 | 1928 | 1932 | 1936 | 1948 | 1952 | 1956 | 1960 | 1964 | 1968 | 1972 | 1976 | 1980 | 1984 | 1988 | 1992 | 1994 | 1998 | 2002 | 2006 | 2010 | 2014 | 2018 | 2022 | 2026 |
| Hommes  | •    | •    | •    | •    | •    | •    | •    | •    | •    | •    | •    | •    | •    | •    | •    | •    | •    | •    | •    | •    | •    | •    | •    | •    | •    | •    |
| Femmes  |      |      |      |      |      |      |      |      |      |      |      |      |      |      |      |      |      |      | •    | •    | •    | •    | •    | •    | •    | •    |
| ------- | ---- | ---- | ---- | ---- | ---- | ---- | ---- | ---- | ---- | ---- | ---- | ---- | ---- | ---- | ---- | ---- | ---- | ---- | ---- | ---- | ---- | ---- | ---- | ---- | ---- | ---- |

## Palmarès

### Hommes

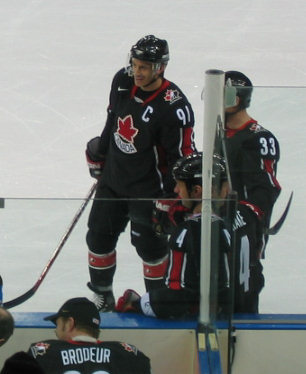
Joe Sakic avec l'équipe du Canada lors des Jeux olympiques de 2006.

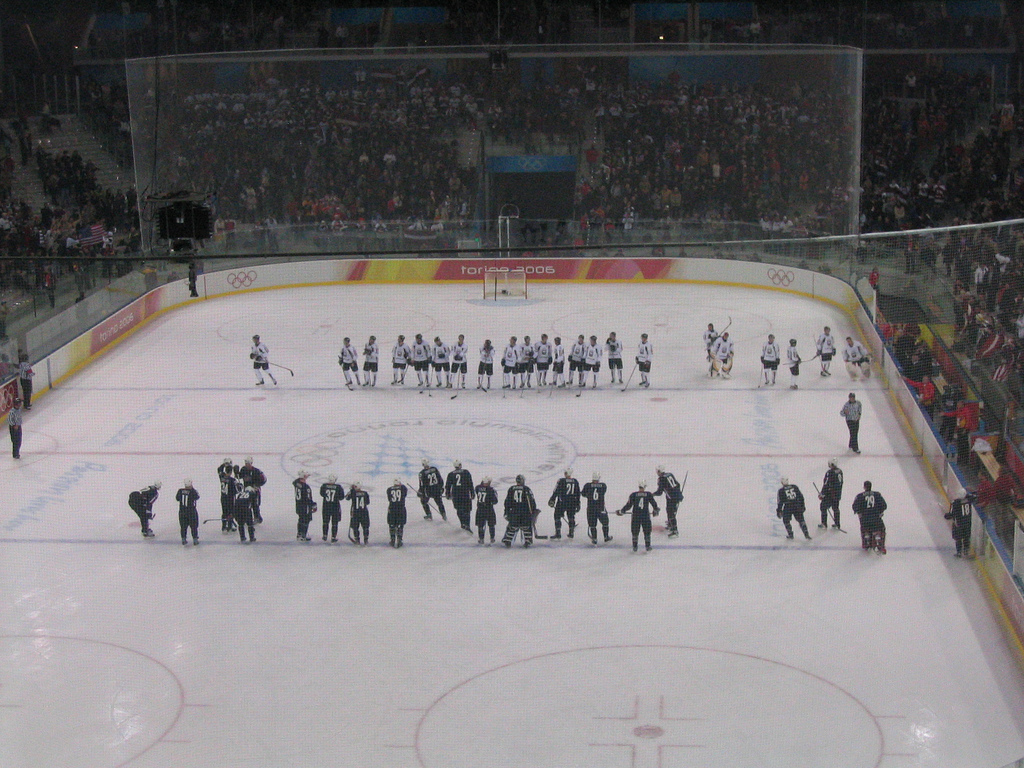
États-Unis - Lettonie en 2006.

| Épreuve | Lieu           | Or                            | Argent           | Bronze               |
| ------- | -------------- | ----------------------------- | ---------------- | -------------------- |
| 1920    | Anvers         | Canada                        | États-Unis       | Tchécoslovaquie      |
| 1924    | Chamonix       | Canada                        | États-Unis       | Grande-Bretagne      |
| 1928    | Saint-Moritz   | Canada                        | Suède            | Suisse               |
| 1932    | Lake Placid    | Canada                        | États-Unis       | Allemagne            |
| 1936    | Garmisch       | Grande-Bretagne               | Canada           | États-Unis           |
| 1948    | Saint-Moritz   | Canada                        | Tchécoslovaquie  | Suisse               |
| 1952    | Oslo           | Canada                        | États-Unis       | Suède                |
| 1956    | Cortina        | Union soviétique              | États-Unis       | Canada               |
| 1960    | Squaw Valley   | États-Unis                    | Canada           | Union soviétique     |
| 1964    | Innsbruck      | Union soviétique              | Suède            | Tchécoslovaquie      |
| 1968    | Grenoble       | Union soviétique              | Tchécoslovaquie  | Canada               |
| 1972    | Sapporo        | Union soviétique              | États-Unis       | Tchécoslovaquie      |
| 1976    | Innsbruck      | Union soviétique              | Tchécoslovaquie  | Allemagne de l'Ouest |
| 1980    | Lake Placid    | États-Unis                    | Union soviétique | Suède                |
| 1984    | Sarajevo       | Union soviétique              | Tchécoslovaquie  | Suède                |
| 1988    | Calgary        | Union soviétique              | Finlande         | Suède                |
| 1992    | Albertville    | Équipe unifiée de l’ex-URSS   | Canada           | Tchécoslovaquie      |
| 1994    | Lillehammer    | Suède                         | Canada           | Finlande             |
| 1998    | Nagano         | Tchéquie                      | Russie           | Finlande             |
| 2002    | Salt Lake City | Canada                        | États-Unis       | Russie               |
| 2006    | Turin          | Suède                         | Finlande         | Tchéquie             |
| 2010    | Vancouver      | Canada                        | États-Unis       | Finlande             |
| 2014    | Sotchi         | Canada                        | Suède            | Finlande             |
| 2018    | Pyeongchang    | Athlètes olympiques de Russie | Allemagne        | Canada               |
| 2022    | Pékin          | Finlande                      | ROC              | Slovaquie            |

### Femmes
| Épreuve | Lieu           | Or         | Argent     | Bronze     |
| ------- | -------------- | ---------- | ---------- | ---------- |
| 1998    | Nagano         | États-Unis | Canada     | Finlande   |
| 2002    | Salt Lake City | Canada     | États-Unis | Suède      |
| 2006    | Turin          | Canada     | Suède      | États-Unis |
| 2010    | Vancouver      | Canada     | États-Unis | Finlande   |
| 2014    | Sotchi         | Canada     | États-Unis | Suisse     |
| 2018    | Pyeongchang    | États-Unis | Canada     | Finlande   |
| 2022    | Pékin          | Canada     | États-Unis | Finlande   |

## Tableau des médailles
Le tableau ci-dessous présente le bilan, par nation (hommes et femmes confondus), des médailles obtenues en hockey sur glace lors des Jeux olympiques d'hiver, de 1920 à 2022. Le rang est obtenu par le décompte des médailles d'or, puis en cas d'ex æquo, des médailles d'argent, puis de bronze.
| Rang  | Nation                                                                                | Or | Argent | Bronze | Total |
| ----- | ------------------------------------------------------------------------------------- | -- | ------ | ------ | ----- |
| 1     | Canada                                                                                | 14 | 6      | 3      | 23    |
| 2     | Union soviétique Équipe unifiée de l'ex-URSS Russie Athlètes olympiques de Russie ROC | 9  | 3      | 2      | 14    |
| 3     | États-Unis                                                                            | 4  | 12     | 2      | 18    |
| 4     | Suède                                                                                 | 2  | 4      | 5      | 11    |
| 5     | Grande-Bretagne                                                                       | 1  | 0      | 1      | 2     |
| 5     | République tchèque                                                                    | 1  | 0      | 1      | 2     |
| 6     | Tchécoslovaquie                                                                       | 0  | 4      | 4      | 8     |
| 7     | Finlande                                                                              | 1  | 2      | 8      | 11”   |
| 8     | Allemagne                                                                             | 0  | 1      | 2      | 3     |
| 9     | Suisse                                                                                | 0  | 0      | 3      | 3     |
| 10    | Slovaquie                                                                             | 0  | 0      | 1      | 1     |
| Total | Total                                                                                 | 32 | 32     | 32     | 96    |

### Statistiques
| Rang | Équipe                                                                                | Médaille d'or, Jeux olympiques | Médaille d'argent, Jeux olympiques | Médaille de bronze, Jeux olympiques |
| ---- | ------------------------------------------------------------------------------------- | ------------------------------ | ---------------------------------- | ----------------------------------- |
| 1    | Canada                                                                                | 9                              | 4                                  | 3                                   |
| 2    | Union soviétique Équipe unifiée de l'ex-URSS Russie Athlètes olympiques de Russie ROC | 9                              | 3                                  | 2                                   |
| 3    | États-Unis                                                                            | 2                              | 8                                  | 1                                   |
| 4    | Suède                                                                                 | 2                              | 3                                  | 4                                   |
| 5    | Tchéquie                                                                              | 1                              | 0                                  | 1                                   |
| 6    | Grande-Bretagne                                                                       | 1                              | 0                                  | 1                                   |
| 7    | Tchécoslovaquie                                                                       | 0                              | 4                                  | 4                                   |
| 8    | Finlande                                                                              | 1                              | 2                                  | 4                                   |
| 9    | Allemagne                                                                             | 0                              | 1                                  | 2                                   |
| 10   | Suisse                                                                                | 0                              | 0                                  | 2                                   |
| 10   | Slovaquie                                                                             | 0                              | 0                                  | 1                                   |

| Rang | Équipe     | Médaille d'or, Jeux olympiques | Médaille d'argent, Jeux olympiques | Médaille de bronze, Jeux olympiques |
| ---- | ---------- | ------------------------------ | ---------------------------------- | ----------------------------------- |
| 1    | Canada     | 5                              | 2                                  | 0                                   |
| 2    | États-Unis | 2                              | 4                                  | 1                                   |
| 3    | Suède      | 0                              | 1                                  | 1                                   |
| 4    | Finlande   | 0                              | 0                                  | 4                                   |
| 5    | Suisse     | 0                              | 0                                  | 1                                   |

## Les athlètes participant aux Jeux

### Meilleurs pointeurs

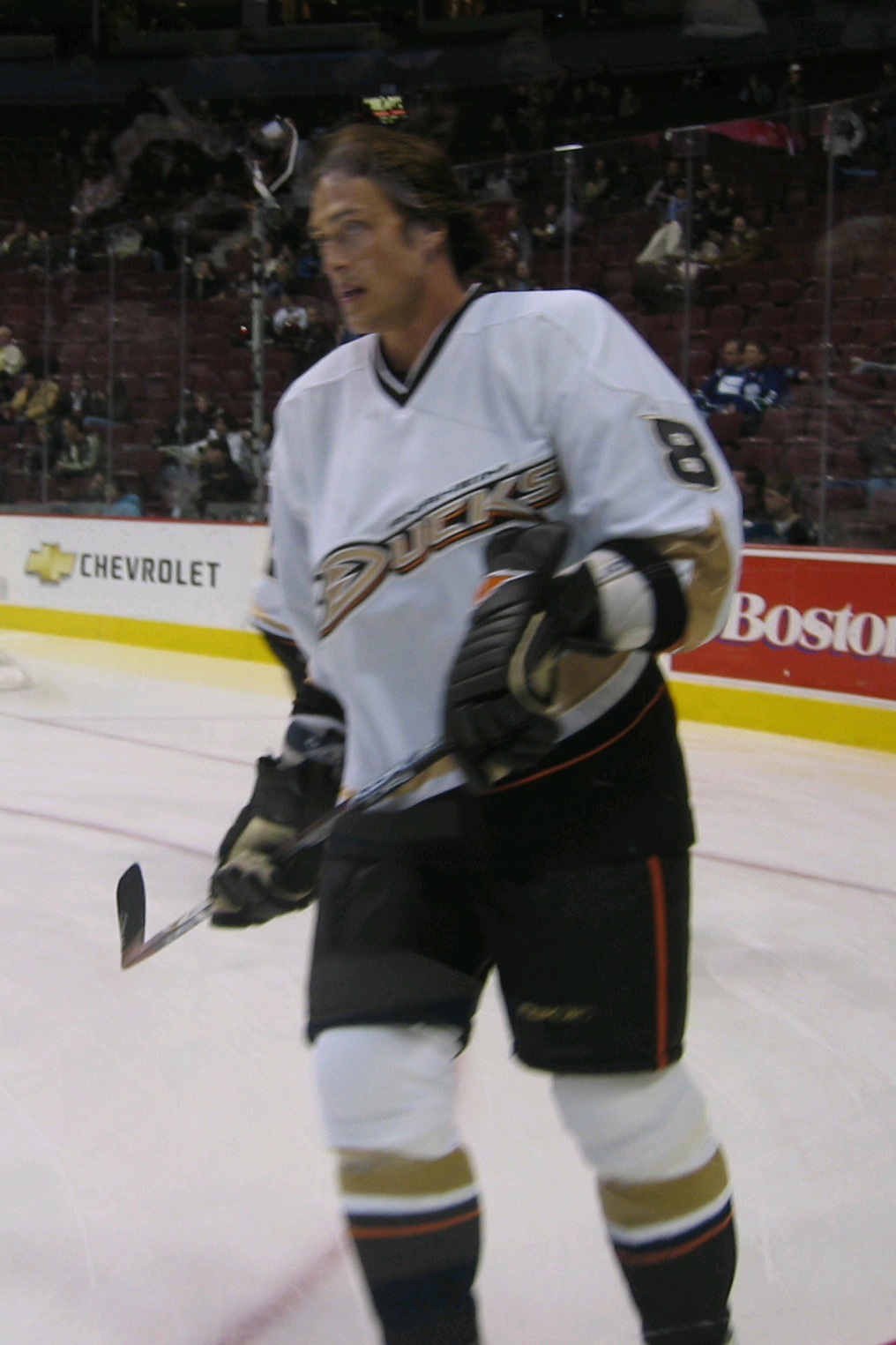
Teemu Selänne sous les couleurs des Ducks d'Anaheim de la LNH, meilleur pointeur en 1998 et 2006.

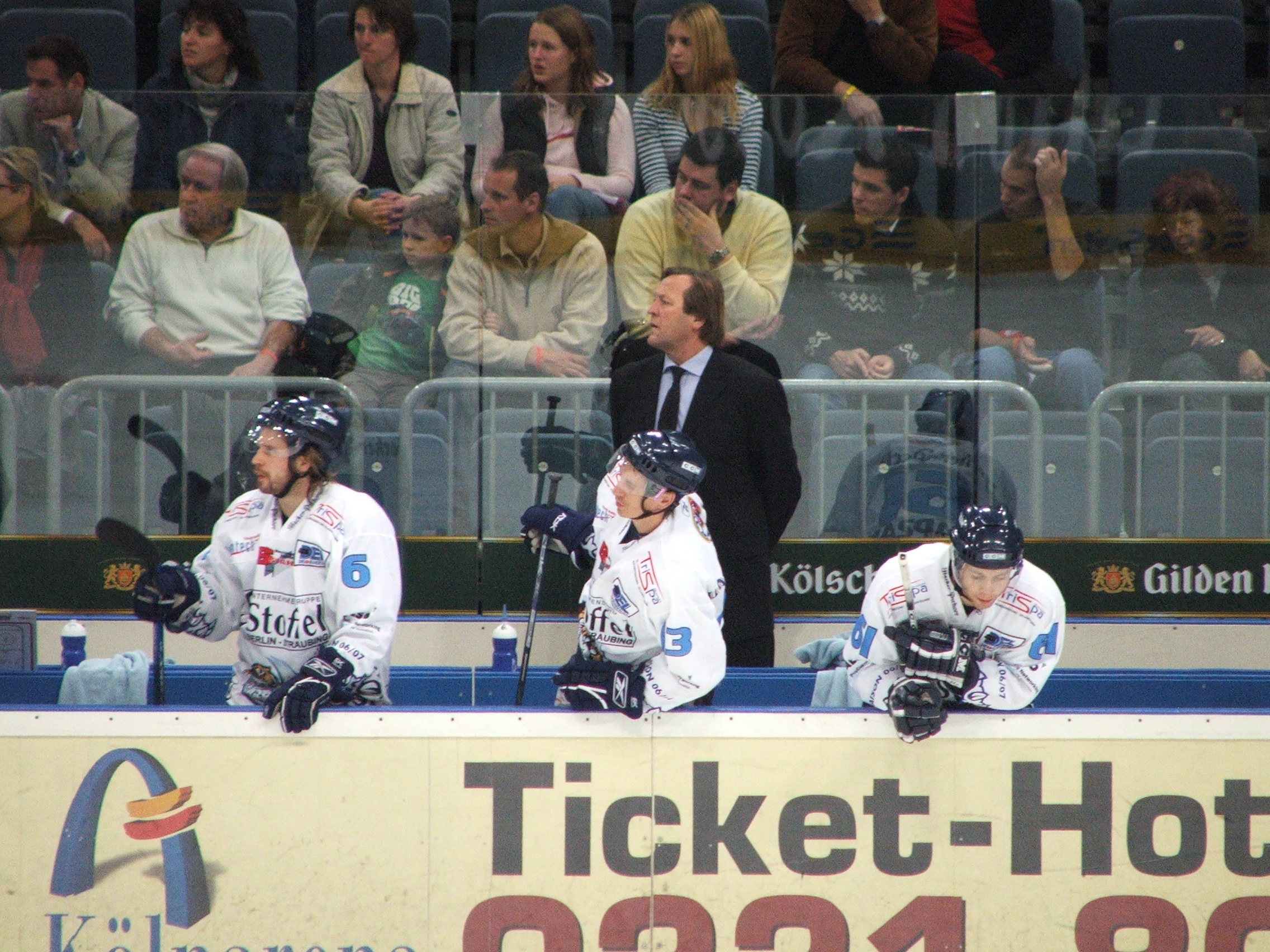
Erich Kühnhackl, aujourd'hui entraîneur et ancien meilleur pointeur de l'édition de 1984.

| Années | Joueurs                  | PJ | B  | A  | Pts |
| ------ | ------------------------ | -- | -- | -- | --- |
| 1920   | Herbert Drury            | 4  | 14 | 0  | 14  |
| 1924   | Harry Watson             | 6  | 37 | 9  | 46  |
| 1928   | Dave Trottier            | 3  | 12 | 3  | 15  |
| 1932   | Walter Monson            | 6  | 7  | 4  | 11  |
| 1936   | Hugh Farquharson         | 9  | 11 | 8  | 19  |
| 1948   | Walter Halder            | 8  | 21 | 8  | 29  |
| 1952   | William Gibson           | 8  | 15 | 7  | 22  |
| 1956   | Jim Logan                | 8  | 7  | 5  | 12  |
| 1960   | Fred Etcher              | 7  | 9  | 12 | 21  |
| 1964   | Sven « Tumba » Johansson | 7  | 8  | 3  | 11  |
| 1968   | Anatoli Firsov           | 7  | 12 | 4  | 16  |
| 1972   | Valeri Kharlamov         | 5  | 9  | 6  | 15  |
| 1976   | Vladimir Chadrine        | 5  | 6  | 4  | 10  |
| 1980   | Milan Nový               | 6  | 7  | 8  | 15  |
| 1984   | Erich Kühnhackl          | 6  | 8  | 6  | 14  |
| 1988   | Vladimir Kroutov         | 8  | 6  | 9  | 15  |
| 1992   | Joé Juneau               | 8  | 6  | 9  | 15  |
| 1994   | Žigmund Pálffy           | 8  | 3  | 7  | 10  |
| 1998   | Teemu Selänne            | 5  | 4  | 6  | 10  |
| 2002   | Mats Sundin              | 4  | 5  | 4  | 9   |
| 2006   | Teemu Selänne            | 8  | 6  | 5  | 11  |
| 2010   | Pavol Demitra            | 7  | 3  | 7  | 10  |
| 2014   | Phil Kessel              | 6  | 5  | 3  | 8   |
| 2018   | Nikita Goussev           | 6  | 4  | 8  | 12  |
| 2022   | Juraj Slafkovský         | 7  | 7  | 0  | 7   |

| Années | Joueuses            | PJ | B | A  | Pts |
| ------ | ------------------- | -- | - | -- | --- |
| 1998   | Riikka Nieminen     | 6  | 7 | 5  | 12  |
| 2002   | Hayley Wickenheiser | 5  | 7 | 3  | 10  |
| 2006   | Hayley Wickenheiser | 5  | 5 | 12 | 17  |
| 2010   | Meghan Agosta       | 5  | 9 | 6  | 15  |
| 2014   | Michelle Karvinen   | 6  | 5 | 2  | 7   |
| 2018   | Alina Müller        | 6  | 7 | 3  | 10  |
| 2022   | Sarah Nurse         | 7  | 5 | 13 | 18  |

### Meilleurs joueurs
Le fait de distinguer les meilleurs joueurs du tournoi date de 1956. Willard Ikola le gardien de but américain est sacré meilleur joueur à son poste, Nikolaï Sologoubov de l'URSS, meilleur défenseur et Jack McKenzie meilleur attaquant du tournoi malgré la troisième place de son équipe, le Canada. Deux éditions plus tard, le comité de l'IIHF décide de nommer le Soviétique Boris Maïorov comme meilleur attaquant du tournoi et pourtant les deux entraîneurs soviétiques décident eux de remettre le trophée à Edouard Ivanov, défenseur de l'équipe. Lors de ce même édition, une équipe-type du tournoi est mise en place.
| Édition | Meilleur gardien     | Meilleur défenseur | Meilleur attaquant |
| ------- | -------------------- | ------------------ | ------------------ |
| 1956    | Willard Ikola        | Nikolaï Sologoubov | Jack McKenzie      |
| 1960    | Jack McCartan        | Nikolaï Sologoubov | Nisse Nilsson      |
| 1964    | Seth Martin          | František Tikal    | Boris Maïorov      |
| 1968    | Ken Broderick        | Josef Horešovský   | Anatoli Firsov     |
| 1972    |                      |                    |                    |
| 1976    |                      |                    |                    |
| 1980    |                      |                    |                    |
| 1984    |                      |                    |                    |
| 1988    |                      |                    |                    |
| 1992    |                      |                    |                    |
| 1994    |                      |                    |                    |
| 1998    | Dominik Hašek        | Rob Blake          | Pavel Boure        |
| 2002    | Nikolaï Khabibouline | Chris Chelios      | Joe Sakic          |
| 2006    | Antero Niittymäki    | Kenny Jönsson      | Teemu Selänne      |
| 2010    | Ryan Miller          | Brian Rafalski     | Jonathan Toews     |
| 2014    | Carey Price          | Erik Karlsson      | Phil Kessel        |
| 2018    | Danny aus den Birken | Viatcheslav Voïnov | Nikita Goussev     |

| Édition | Meilleure gardienne | Meilleure défenseure | Meilleure attaquante |
| ------- | ------------------- | -------------------- | -------------------- |
| 1998    |                     |                      |                      |
| 2002    | Kim St-Pierre       | Angela Ruggiero      | Hayley Wickenheiser  |
| 2006    | Kim Martin          | Angela Ruggiero      | Hayley Wickenheiser  |
| 2010    | Shannon Szabados    | Molly Engstrom       | Meghan Agosta        |
| 2014    | Florence Schelling  | Jenni Hiirikoski     | Michelle Karvinen    |
| 2018    | Shannon Szabados    | Jenni Hiirikoski     | Alina Müller         |
| 2022    |                     |                      |                      |